# Andrea Galante
Andrea Galante (geboren am 2. September 1982 in Buenos Aires, Argentinien) ist eine argentinische Filmschauspielerin, die auch in mexikanischen Filmen mitspielte.

## Leben
Sie besuchte die Schauspielschule des „Teatro de Buenos Aires“. Ihren Abschluss als Filmproduzentin machte Galante in der „Escuela Nacional de Cine“. Ihr Filmdebüt hatte Galante 1995 in der Telenovela „Amigovios“. Bekanntheit erlangte Galante 2004 mit dem Film „Chiche bombón“. Die Hauptrollen spielten Enrique Liporace, Ingrid Pellicori, Gonzalo Urtizberea und Vivian El Jaber. Es war ihr erster Kinofilm. Einige Monate später wurde sie zum „Cine de Morelia“ Festival nach Mexiko eingeladen. Sie blieb für zwei Monate und reiste auch in den darauffolgenden Jahren öfters nach Mexiko. 2004 trat sie zudem in El Deseo auf. Ein Jahr später trat sie in der Telenovela „Hombres de honor“ auf, einer aus 98 Folgen bestehende TV-Serie. Im selben Jahr wirkte sie zudem in zwei weiteren Produktionen mit, der Telenovela „Se dice amor“ und dem 12 Minuten langen Kurzfilm „Esas noches de insomnio“ mit. Von 2006 bis 2009 spielte sie in einer Fernsehserie, zwei Filmen und einem Kurzfilm mit. Ihren bisher letzten Auftritt hatte Galante 2014 im elfminütigen Kurzfilm „Bestial“. Dort spielte sie Roberta.

## Privates
Sie lebt in einer Beziehung, aus welcher eine Tochter hervorging.

## Filmografie
- 1992: Brigada cola (Fernsehserie, 19 Folgen)
- 1995: Amigovios (Fernsehserie, 73 Folgen)
- 1996: La nena (Fernsehserie, 13 Folgen)
- 2002: Franco Buenaventura, el profe (Fernsehserie, 99 Folgen)
- 2004: Chiche bombón
- 2004: El Deseo (Fernsehserie, 25 Folgen)
- 2005: Se dice amor (Fernsehserie, 2 Folgen)
- 2005: Esas noches de insomnio... (Kurzfilm)
- 2005: Hombres de honor (Fernsehserie, 98 Folgen)
- 2006: Mujeres asesinas (Fernsehserie, 1 Folge)
- 2007: Cuando ella saltó
- 2007: Aminga, de un pueblo a la ciudad (Kurzfilm)
- 2009: Paco
- 2014: Bestial (Kurzfilm)